# Ewbank da Câmara
Ewbank da Câmara, amtlich Município de Ewbank da Câmara, ist eine Kleinstadt im brasilianischen Bundesstaat Minas Gerais.

## Allgemeines
Die Gemeinde liegt im brasilianischen Bergland, der Zona da Mata. Die Einwohnerzahl betrug nach der Volkszählung von 2010 3753 Ortsansässige, die Ewbankenser genannt werden. Nach der Schätzung des IBGE vom 1. Juli 2019 wurde sie auf 3913 Einwohner anwachsend berechnet. Die Fläche beträgt rund 104 km², die Bevölkerungsdichte liegt bei 36,1 Personen pro km². Nach den Einwohnerzahlen liegt der Ort an 728ster Stelle der 853 Gemeinden in Minas Gerais.
Das Stadtgebiet, die urbane Zone, bildet einen kleinen Teil der Gesamtfläche. Der ländliche Raum hat atlantische Regenwaldvegetation, nach der effektiven Klimaklassifikation gehört das Gebiet zur Klasse Cfa. Die mittlere Höhe über Meeresspiegel wird mit 777 m, häufiger mit 783 m angegeben, der niedrigste Punkt mit 712 m, der höchste mit 958 m, 20 % des Geländes ist hügelig, 70 % bergig.
Ewbank da Câmara gehörte von 1989 bis 2017 mit 32 weiteren Gemeinden zur statistisch-geografischen Mikroregion Juiz de Fora, die mit weiteren sechs Mikroregionen die Mesoregion Zona da Mata in Minas Gerais bildete.
Der Ort ist 223 km von der südöstlich gelegenen Landeshauptstadt Belo Horizonte entfernt und 210 km von Rio de Janeiro. Die nächstgelegenen Städte sind südwestlich Juiz de Fora (37 km) und nordwestlich Santos Dumont (13 km), Barbacena (62 km) sowie Ouro Preto (167 km).
Die Gemeinde gehört territorial zum Erzbistum Juiz de Fora.

## Geschichte
Ursprünge hat der Ort Ende des 19. Jahrhunderts durch den zu Juiz de Fora gehörenden Weiler Tabuões (Tabuais), früher der Name einer Fazenda, die im 18. Jahrhundert zu Barbacena gehörte. Erschlossen wurde das als Hinterland geltende Gebiet zunächst durch die von Rio de Janeiro in den Nordosten führende Landstraße Caminho Novo, der Neuen Straße, die wegen des Goldbooms im 18. und 19. Jahrhundert errichtet wurde, aber nicht ganzjährig befahrbar war. Anlässlich des Baues der Eisenbahnverbindung der Estrada de Ferro Dom Pedro II zwischen Juiz de Fora und Santos Dumont wurde am 12. Oktober 1890 ein Bahnhof in Tabuões zwischen den Streckenkilometern 309 und 310 eröffnet, der der Versorgung der umliegenden Bergwerksunternehmen diente. Die Anbindung an den Straßen- und Eisenbahnverkehr im 19. Jahrhundert war bedeutsam für den Ort, was durch eine stilisierte Eisenbahnlok und einen Lastwagen im 1981 geschaffenen Stadtwappen verdeutlicht wurde.
Um den Bahnhof entwickelte sich eine kleine städtische Infrastruktur, der Bevölkerungszuwachs führte nach einer Verwaltungsgebietsänderung am 7. September 1923 zur Erhebung als eigener Distrikt innerhalb des Gebietes von Santos Dumont und zur Namensänderung am 6. Januar 1926 in die brasilianisierte Form Eubanque. Diesen Namen behielt der Ort bis zur Erlangung der Stadtrechte (Status eines município) am 30. Dezember 1962, als er in Ewbank da Câmara zu Ehren des früheren Ingenieurs und langjährigen Eisenbahndirektors José Felipe Neri Ewbank da Câmara (1843–1890) umbenannt wurde, der sich in Minas Gerais verdient gemacht hatte.

## Gewässer
Durch das Gebiet fließen der Rio Paraibuna sowie die kleineren Ribeirão Lambari, Córrego Tabuões und Córrego Schmidt. Der Rio Paraibuna wird weiter südlich am Barragem de Chapéu D’Uvas gestaut.

## Stadtverwaltung
Die Exekutive liegt bei der Stadtpräfektur, erster Stadtpräfekt wurde am 1. September 1963 der Kommunalpolitiker Jair Antonio da Silva (* 1926). Nach der Kommunalwahl 2012 wurde für die Amtszeit 2013 bis 2016 Mauro Luiz Martins Mendes (* 1961) von der Mitte-rechts-Partei Democratas gewählt.
Bei den Kommunalwahlen in Brasilien 2016 wurde José Maria Novato des Partido Popular Socialista (PPS) für die Amtszeit 2017 bis 2020 gewählt.
Die Legislative liegt bei der Câmara Municipal. Gerichtlich gehört Ewbank da Câmara zum Dritten Gerichtsbezirk (Comarca da 3.ª Entrância) von Santos Dumont.
Sede (Sitz), Colônia de São Firmino, Paraibuna, Schmidt und Varginha sind benannte Ortsteile.

## Wirtschaft
Das hügelige Gemeindegebiet ist hauptsächlich durch Landwirtschaft geprägt. Dazu gibt es Holzverarbeitung, Herstellung von Zellulose und Metallurgie. Im Jahr 2009 erreichte Ewbank da Câmara ein BIP von R$ 19.510.000 mit einem BIP pro Kopf von R$ 5307,42, 2012 lag das BIP pro Kopf bei R$ 6892,39.
Durch lokale Geschäfts-, Industrie- und Dienstleistungsaktivitäten dient es heute zunehmend auch als Schlafstadt für diejenigen, die in erster Linie in Juiz de Fora arbeiten und studieren.
Touristisch bietet Ewbank da Câmara für Besucher historische Wanderwege entlang der alten Estrada Real, der Königsstraße aus dem 18. und 19. Jahrhundert, den Wasserfall Bon Ventura und Erholung an dem See, der von dem Staudamm Chapéu D’Uvas mit seinen Angelmöglichkeiten gebildet wird.
Im Jahr 2010 betrug der Index der menschlichen Entwicklung (HDI) 0,676.
Die Stadt ist Teil der Handels-, Industrie- und Dienstleistungsachse der nahe gelegenen Städte Santos Dumont im Norden und Juiz de Fora im Süden, die durch die brasilianische Bundesstraße BR-040 verbunden sind.

## Sport
Der Ewbankense Sport Club ist ein 1947 gegründeter Fußballverein.

## Feste
Eine der wichtigsten Veranstaltungen ist das Fest des heiligen Antonius, dem Schutzpatron der Stadt.

## Söhne und Töchter
- Jair Antonio da Silva (* 1926), Stadtverordneter in Santos Dumont und erster Bürgermeister